# Lozničko Polje
Lozničko Polje (en serbe cyrillique : Лозничко Поље) est une localité de Serbie située sur le territoire de la Ville de Loznica, district de Mačva. Au recensement de 2011, elle comptait 7 327 habitants.
Lozničko Polje est officiellement classé parmi les villages de Serbie.

## Démographie

### Évolution historique de la population
| 1948  | 1953  | 1961  | 1971  | 1981  | 1991  | 2002  | 2011  |
| ----- | ----- | ----- | ----- | ----- | ----- | ----- | ----- |
| 1 251 | 1 712 | 3 033 | 5 075 | 6 094 | 7 188 | 7 922 | 7 327 |

|  |